# Аттмат
Аттмат (фр. Hattmatt) — коммуна на северо-востоке Франции в регионе Гранд-Эст (бывший Эльзас — Шампань — Арденны — Лотарингия), департамент Нижний Рейн, округ Саверн, кантон Саверн. Является историческим и культурным центром Эльзаса.

## Географическое положение
Коммуна расположена в Эльзасе на расстоянии 34 км на северо-запад от Страсбура и 380 км на восток от Парижа.
Площадь коммуны — 4,15 км², население — 632 человека (2006) с тенденцией к росту: 671 человек (2013), плотность населения — 161,7 чел/км².

## Население
Население коммуны в 2011 году составляло 685 человек, в 2012 году — 667 человек, а в 2013-м — 671 человек.
| 1962 | 1968 | 1975 | 1982 | 1990 | 1999 | 2006 | 2008 | 2011 | 2012 | 2013 |
| ---- | ---- | ---- | ---- | ---- | ---- | ---- | ---- | ---- | ---- | ---- |
| 577  | 615  | 622  | 621  | 591  | 681  | 632  | 644  | 685  | 667  | 671  |

Динамика населения:

## Экономика
В 2010 году из 448 человек трудоспособного возраста (от 15 до 64 лет) 346 были экономически активными, 102 — неактивными (показатель активности 77,2 %, в 1999 году — 71,3 %). Из 346 активных трудоспособных жителей работали 324 человек (167 мужчин и 157 женщин), 22 числились безработными (8 мужчин и 14 женщин). Среди 102 трудоспособных неактивных граждан 36 были учениками либо студентами, 41 — пенсионерами, а ещё 25 — были неактивны в силу других причин.

## Достопримечательности (фотогалерея)

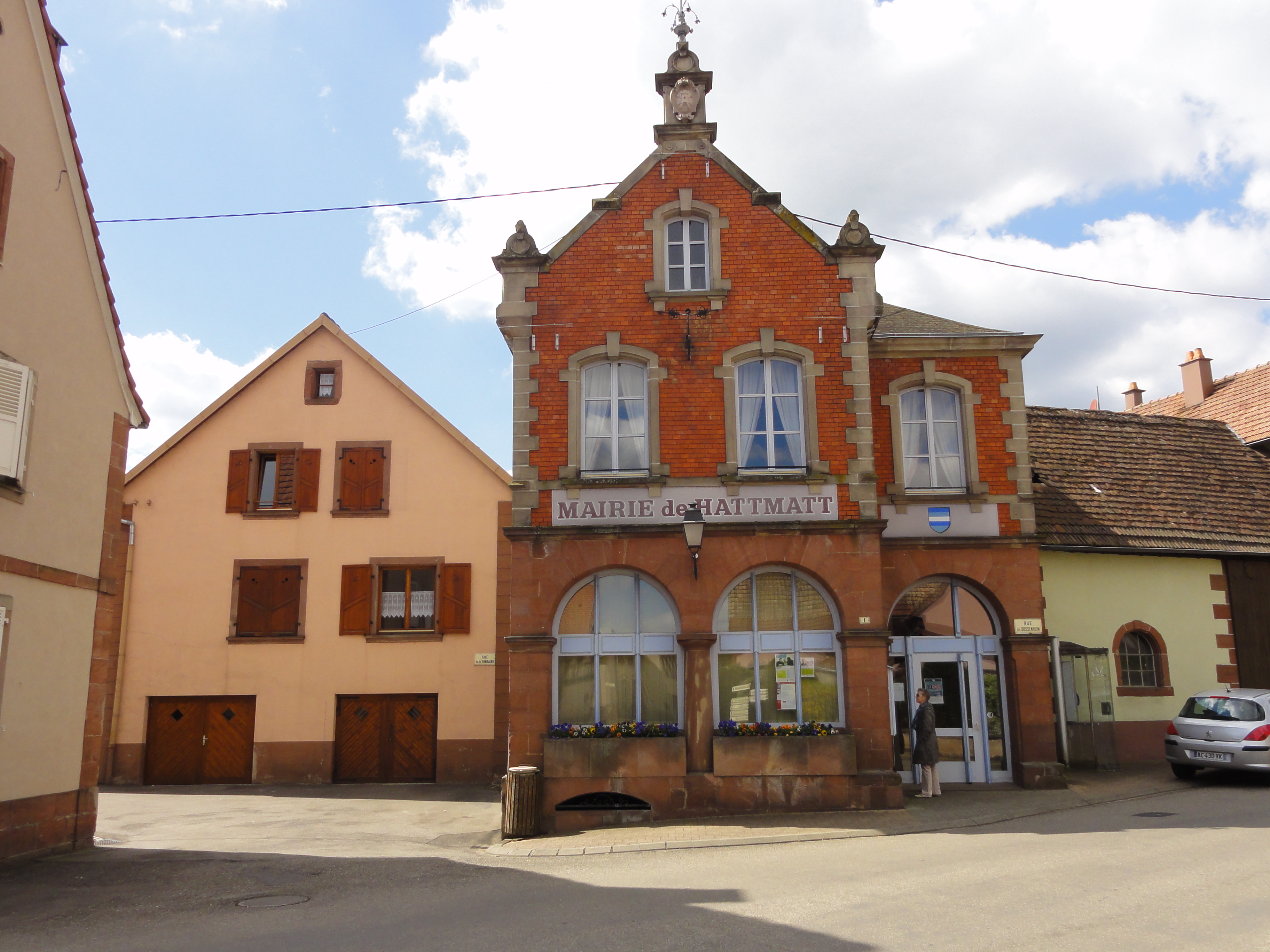
Здание мэрии
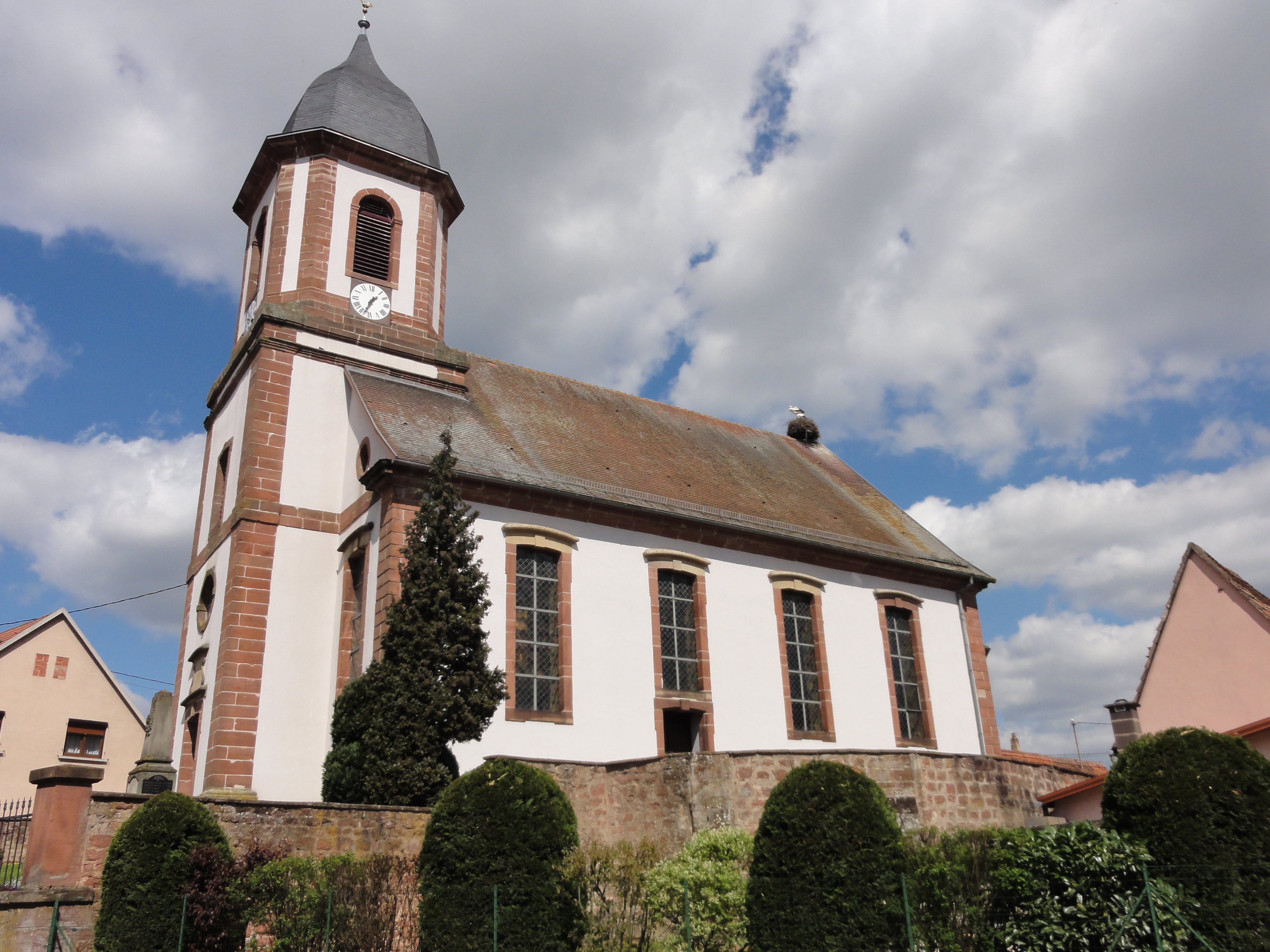
Церковь Сен-Лорен
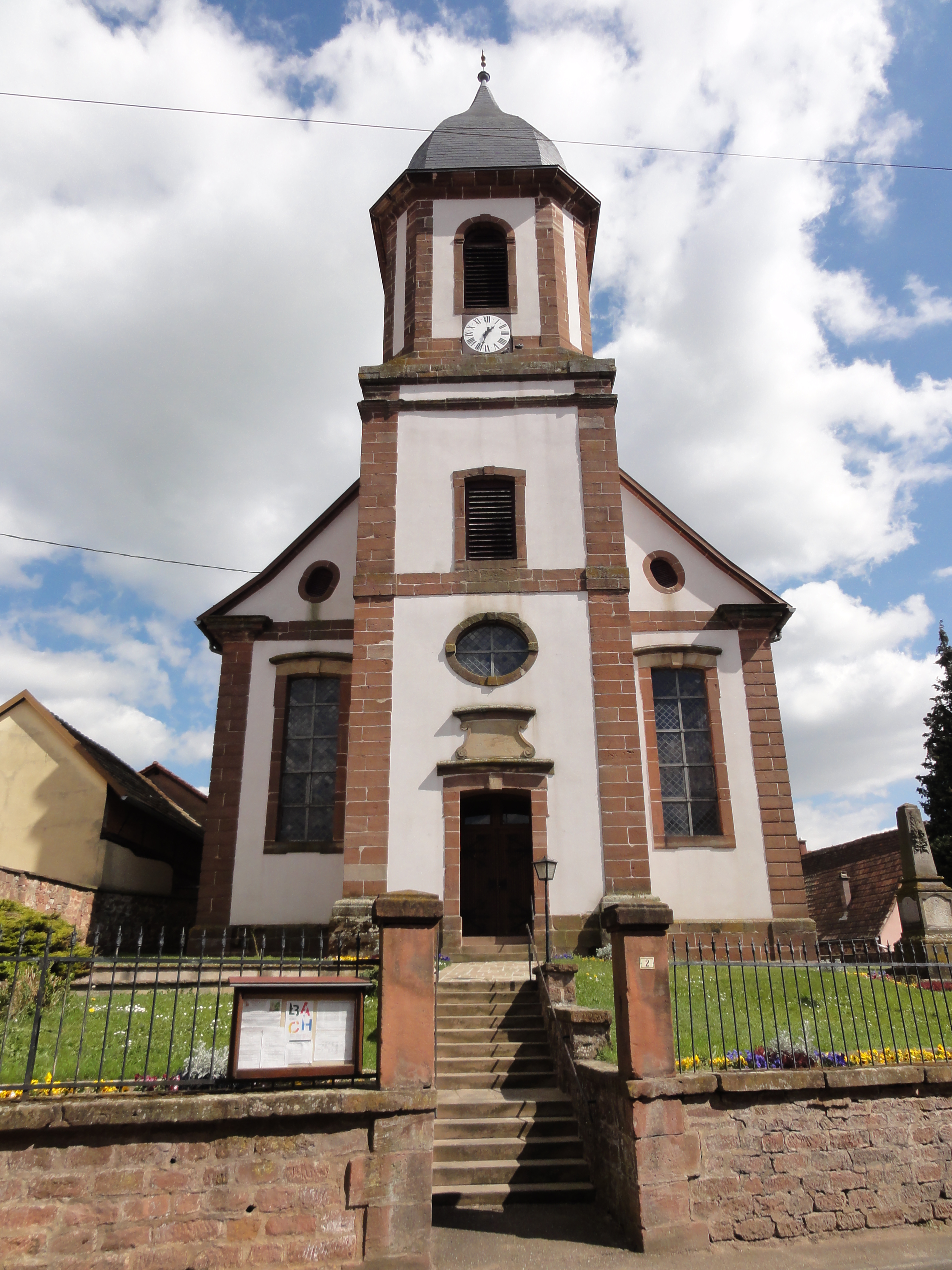
Колокольня